# Eucalyptus dissita
Eucalyptus dissita är en myrtenväxtart som beskrevs av Kenneth D. Hill. Eucalyptus dissita ingår i släktet Eucalyptus och familjen myrtenväxter. Inga underarter finns listade i Catalogue of Life.